# 4139 Ульянін
4139 Ульянін (4139 Ulʹyanin) — астероїд головного поясу, відкритий 2 листопада 1975 року.
Тіссеранів параметр щодо Юпітера — 3,187.